# 三養食品
三養食品株式会社（サムヤンしょくひん、英語: Samyang Foods Co., Ltd.、韓国語: 삼양식품 주식회사）は、大韓民国の食品メーカー。 韓国で初めてのインスタントラーメン「三養ラーメン」を発売した会社である。「三養社」とは無関係。
近年は激辛インスタントラーメン「ブルダック炒め麺」をシリーズ展開している。即席麺のほか、スナック菓子や乳製品、業務用調味料の製造も手掛ける。

## 歴史
三養食品は1961年9月15日に全仲潤（チョン・ジュンユン）によって設立された。 1963年9月15日に韓国初のインスタントラーメン「三養ラーメン」を発売。 
1970年代初期に、三養食品は20平方キロメートルもの大関嶺面の土地を、家畜を飼育するため牧場に改造した。 
1980年代に入るとインスタントラーメン以外にも、スナック菓子・乳製品・ソースなどの他の製品の生産を開始した。 韓国ではインスタントヌードルの需要が高まり、日米の輸出も大幅に増加した。 
1989年11月には、三養食品が麺を揚げるために工業用牛脂を使用していたことが公表された。このスキャンダルは同社の評判を下げ、その結果、インスタントラーメン市場で優勢的だった地位に終止符を打った。
2010年にチョン・インジャンが同社の会長に就任した。
三養食品は現在、韓国のインスタントラーメン市場で3位から4位に位置している。三養食品は自社製品の輸出を開始して会社の利益を増加させた。 
最近、同社はフードサービス業界に進出するため、いくつかのレストランチェーンを引き継いだ。 

### 日本市場への進出
すでに日本国内のスーパーマーケットやコンビニエンスストア、ディスカウントストアなどで幅広く「辛ラーメン」を売り出していた農心に比べ、メーカーとしては先発であるにもかかわらず、日本市場への進出は遅れを取っており、製品の流通経路は通信販売（ECサイト）や、韓国食材を扱う輸入食品店などに限られていた。
2019年1月29日、三養食品は日本法人として株式会社三養ジャパンの設立を発表。「ブルダック炒め麺」シリーズが日本で売れ行き好調なため、日本法人を設立して市場拡大を図る方針。同社は「日本はインスタントラーメンの消費規模が6兆ウォンに上る、世界で3番目に大きい市場だ。三養ジャパンを拠点に日本での足場を固めていく」と語った。日本国内においては、コンビニエンスストアや大型スーパーマーケットなどへの流通経路を拡大するとともに、日本で需要の高いカップ麺の品揃えを強化するとした。
翌2020年4月より日本全国のローソンで、「ブルダック炒め麺」シリーズのうち、オリジナル、チーズ、カルボナーラの3種（袋麺、カップ麺通常サイズ・ビッグサイズ）が販売開始された。

## 年表
- 1960年3月 - 製油業として創立[3]。
- 1961年9月 - 最初の三養酪農有限会社を設立。
- 1961年10月 - 三養産業株式会社に社名変更。
- 1963年9月 - 韓国初の即席麺「三養ラーメン」を製造。
- 1965年10月 - 三養食品産業株式会社に社名変更。
- 1967年11月 - 月谷工場から道峰工場に移転。
- 1969年1月 - 三養乳製品を設立。
- 1973年11月 - 大化嶺草原の建設を開始。
- 1978年1月 - 三養油産業を設立。
- 1978年10月 - 三養医療法人をオープン。
- 1989年11月 - 産業用油脂スキャンダル。[要出典]
- 1990年6月 - 三養産業株式会社に社名変更。
- 2019年1月29日 - 日本国内の販売法人「三養ジャパン」を設立すると発表[1]。

## 主な製品一覧
出典：公式サイト「All Products」

### インスタントラーメン
各商品には、袋麺とカップ麺（通常サイズ・ビッグサイズ）がある。
袋麺は120g程度で、日本のインスタントラーメンより量が多い（三養食品の製品だけでなく、韓国インスタントラーメン全般の特徴）。

#### 三養ラーメン
創業時から販売されているロングセラー商品。
- 三養ラーメン(日本名:三養ラーメン 牛だしピリ辛醤油味)
- 三養ラーメン スパイシー(日本名:三養ラーメン 牛だし辛口醤油味)

#### チャンポン
韓国風チャンポンと、辛くない日式ちゃんぽんがある。
- GODチャンポン
- ガンチャンポン
- 長崎ちゃんぽん
- 長崎ちゃんぽん RED

#### チャジャンミョン
チャジャンミョン（チャジャン麺、韓国風ジャージャー麺）。
- チャチャロニ（平麺。商品名はチャジャンミョン+マカロニから）
- 韓国炸醬麵（本格チャジャンミョン）

#### 各種ラーメン
- キムチラーメン
- 野菜ラーメン
- ビビン麺
- 牛骨白湯麺（コムタンスープ）
- ユッケジャンラーメン
- カルグクス（辛くないうどんのような麺）
- アサリカルグクス（貝出汁スープ）

#### ブルダックシリーズ
2012年発売。ブルダック (Buldak) シリーズとして展開。商品名は鶏肉を使った激辛料理「火鶏（ブルダック、불닭）」に由来する。「ホットチキンフレーバー」と称した、激辛が売りの汁なしラーメン。
パッケージにはニワトリのマスコットキャラクターの「ホチ(Hochi)」が描かれており、味によって衣装や表情、ポーズが異なる。辛口では嘴から火を吹き、さらに激辛では爆弾を抱えて辛さを強調している。
「ブルダックポックンミョン（日本名：ブルダック炒め麺）」の商品名で、味付けや辛さ別にバリエーション展開している。「炒め麺」と呼ぶが、作り方は茹でた麺の湯を捨ててソースを混ぜるため「炒め」てはいない（日本のカップ焼きそばが「焼いていない」ことに通じる）。
- ブルダックポックンミョン オリジナル（辛さ通常版）
- ヘクブルダックポックンミョン 2×Spicy（辛さ2倍、日本名:極辛ブルダック炒め麺）
- ブルダックポックンミョン 3×Spicy（辛さ3倍）
- ブルダックポックンミョン ジャジャン
- ブルダックポックンミョン マーラー
- ブルダックポックンミョン カレー
- ブルダックポックンミョン チーズ(日本名:チーズブルダック炒め麺)
- ブルダックポックンミョン コーン
- ブルダックポックンミョン カルボナーラ(日本名:カルボナーラブルダック炒め麺)
- ブルダックポックンミョン クリームカルボナーラ(日本名:クリームカルボブルダック炒め麺)
- ブルダックポックンミョン トマトパスタ
- ブルダックポックンミョン ライト（低カロリーのノンフライ麺）
- ブルダックラーメン（汁あり麺）

輸出を強く意識した製品であり、ハラール認証を受けたマーク入りの製品も存在する。ハラール認証製品の原材料表示には肉由来の原材料を使用せず、味付けには代わりに動物由来成分を含まない化学調味料を使用している。このためムスリムだけでなく、ベジタリアンやヴィーガンが購入することもある。
- ブルダックトッポギ オリジナル
- ブルダックトッポギ カルボナーラ(日本名:カルボナーラブルダックトッポギ)
- ブルダックソース オリジナル
- ブルダックソース カルボナーラ(日本名:カルボナーラブルダックソース)
- ヘクブルダックソース 2×Spicy（辛さ2倍、日本名:極辛ブルダックソース）

### その他の商品

#### 菓子
- スナック菓子 各種（三養スナック）
- ブルダックポテトチップス(オリジナル、4種のチーズ、ハバネロ&ライム)

#### 乳製品
- 三養牛乳
  - 三養有機牛乳シリーズ
  - ダニル牧場牛乳
- 三養ヨーグルト（ストロベリー、ピーチ）
- 三養ヨーグルトドリンク（日本のヤクルトに似た容器の5パック飲料）

#### 調味料
業務用食品として、醤（ジャン）など調味料の大容量ボトルを製造している。
- コチュジャン
- チャジャンソース（チャジャンミョンのタレ）
- ブルダックソース（ブルダックシリーズのソース版でオリジナル、カルボナーラ、×2Spicy(極辛)の3種類）
- 醤油、濃口醤油、韓国風醤油

## 関連会社
三養食品の関連会社（三養ファミリー）として、以下の企業が存在する。

### 牧場
- 三養牧場[5]
  - 大関嶺面三養牧場を運営する。

### レストラン
飲食店事業として、以下の店舗を運営する。
- 好麺堂（ホ・ミョンダン）- プレミアムヌードルハウス
- GOURMET 好麺堂 - 麺料理と郷土料理
- ORIENTAL NOODLE SHOP ホ・ミョン&バン - 東洋風麺ショップ
- LAMEN;S We Know Korean Flavor - ラーメン店
店名は「私たちは韓国の味を知っている」だが、「豆腐ラーメン」「まぜめん」「カツカレー」など日本風のメニューが並ぶ[6]。

### 食品製造
- 三養サエエーチム (Samyang Sae A-chim) - 餃子や加工肉製品ほか冷凍食品、レトルト食品、トックなどを製造する[7]。
- 三陽済州牛乳 - 牛乳の製造[8]。

### 外国法人
- 三養ジャパン - 日本法人[9]